# Svend V. Knudsen
Svend Valdemar Knudsen (født 22. februar 1892 i København) var en dansk adjunkt og fodboldspiller. 
Knudsen spillede i Akademisk Boldklub, som han vandt det danske mesterskab med i 1921.